# Бобрицька волость (Гадяцький повіт)
Бобрицька волость — адміністративно-територіальна одиниця Гадяцького повіту Полтавської губернії.

Станом на 1885 рік — складалася з 6 поселень, 3 сільських громад. Населення 2773 — осіб (1409 осіб чоловічої статі та 1364 — жіночої), 370 дворових господарств.

Старшинами волості були:
- 1900—1904 роках селянин Микола Григорович Павловський;

Станом на 1913 рік волость розформовано.